# Рівнянська волость
Рівнянська волость — адміністративно-територіальна одиниця Єлизаветградського повіту Херсонської губернії.
Станом на 1886 рік складалася з 2 поселень, 1 сільської громади. Населення — 9535 осіб (4783 чоловічої статі та 4752 — жіночої), 1509 дворових господарств.
|                     | Площа, десятин | У тому числі орної, дес. |
| ------------------- | -------------- | ------------------------ |
| Сільських громад    | 18672          | 10230                    |
| Приватної власності | —              | —                        |
| Казенної власності  | —              | —                        |
| Іншої власності     | 80             | 80                       |
| Загалом             | 18752          | 10310                    |

Найбільше поселення волості:
- Рівне — містечко при річці Чорний Ташлик за 45 верст від повітового міста, 9534 особи, 1484 дворів, православна церква, єврейський молитовний будинок, школа, 34 лавки, 3 постоялих двори, 4 винних погреби, 3 трактири, ярмарок на Масницю, базари щонеділі. За 8 верст — постоялий двір.